# Mel Boozer
Melvin "Mel" Boozer (21 tháng 6 năm 1945 – 6 tháng 3 năm 1987) là một giáo sư đại học và nhà hoạt động cho các vấn đề người Mỹ gốc Phi, LGBT và HIV/AIDS. Ông hoạt động trong cả Đảng Dân chủ và Đảng Xã hội Hoa Kỳ.

## Tiểu sử
Boozer lớn lên ở Washington, D.C., nơi ông tốt nghiệp với tư cách là người phục vụ của lớp học tại Trường Trung học Dunbar. Boozer theo học tại Đại học Dartmouth với học bổng; ông vào đại học năm 1963, một trong ba người Mỹ gốc Phi thừa nhận năm đó. Sau khi tốt nghiệp, ông học Ph.D. tại Đại học Yale, trước khi trở thành giáo sư xã hội học tại Đại học Maryland.
Năm 1979, Boozer được bầu làm chủ tịch của Liên minh các nhà hoạt động đồng tính của Washington, D.C., trong đó văn phòng ông phục vụ cho hai nhiệm kỳ một năm. Ông là người Mỹ gốc Phi đầu tiên làm chủ tịch GAA và trở thành "tiếng nói ôn hòa hàng đầu trong số những người đồng tính da đen trên toàn quốc". Trong khi là chủ tịch của GAA, tổ chức này đã giành được sự nhất trí thông qua Đạo luật cải cách tấn công tình dục của Hội đồng D.C., nơi đã phi hình sự hóa sodomy và bãi bỏ luật mời chào cho người lớn. Dưới áp lực của Đa số đạo đức, một nhóm vận động hành lang của quyền Cơ đốc giáo, Quốc hội đã thực thi quyền lực của mình để lật đổ các hành động của DC chỉ lần thứ hai để hủy bỏ sự thay đổi này... Trong thời gian lãnh đạo, GAA cũng chứng kiến quyền cho GAA đặt vòng hoa tại Lăng mộ vô danh ở Nghĩa trang Quốc gia Arlington và giành chiến thắng tại tòa án với Cơ quan Giao thông Khu vực Thủ đô Washington để giành quyền đặt áp phích Metrobus với nội dung "Ai đó trong cuộc sống của bạn là Gay."
Boozer cũng viết cho BlackLight, tạp chí đồng tính đen quốc gia đầu tiên, được thành lập bởi Sidney Brinkley.
Boozer được Đảng Xã hội Hoa Kỳ đề cử vào năm 1980 cho chức vụ Phó Tổng thống Hoa Kỳ và, bằng kiến nghị tại hội nghị, của Đảng Dân chủ. Ông là người đồng tính công khai đầu tiên từng được đề cử cho văn phòng. Boozer đã nói chuyện với hội nghị Dân chủ trong một bài phát biểu được truyền hình trực tiếp vào thời gian chính, kêu gọi đảng ủng hộ sự bình đẳng cho người LGBT:
Bạn có hỏi tôi làm thế nào tôi dám so sánh cuộc đấu tranh dân quyền với cuộc đấu tranh vì quyền của người đồng tính nữ và đồng tính nam? Tôi có thể so sánh chúng và tôi so sánh chúng, bởi vì tôi biết ý nghĩa của việc được gọi là 'nigger' và tôi biết ý nghĩa của nó được gọi là 'faggot' và tôi hiểu sự khác biệt trong tủy xương của tôi. Và tôi có thể tóm gọn sự khác biệt đó trong một từ: không.
Boozer đã nhận được 49 phiếu trước khi bỏ phiếu bị đình chỉ và sau đó, Phó Tổng thống Walter Mondale đã bị từ bỏ bằng cách tung hô.
Năm 1981, Boozer được Lực lượng đặc nhiệm đồng tính quốc gia thuê làm giám đốc quận và một người vận động hành lang. Giám đốc điều hành NGTF Virginia Apuzzo đã sa thải ông năm 1983, thay thế ông bằng chủ tịch GAA lúc đó là Jeff Levi. Điều này có tác dụng "rời bỏ tổ chức đồng tính lâu đời nhất của quốc gia thậm chí còn trắng hơn" và thu hút sự phản đối từ những người Mỹ gốc Phi đồng tính khác.
Năm 1982, ông đồng sáng lập Câu lạc bộ Dân chủ Langston Hughes–Eleanor Roosevelt để ủng hộ người LGBT da đen ở D.C., lãnh đạo câu lạc bộ vào năm 1983 và 1984.
Boozer chết vì một căn bệnh liên quan đến AIDS vào tháng 3 năm 1987 ở tuổi 41 tại Washington, D.C. Boozer được đặc trưng trong một bảng điều khiển của Tấm chăn tưởng niệm AIDS.
Vào tháng 6 năm 2019, Boozer là một trong năm mươi người tiên phong, người tiên phong và người anh hùng người Mỹ được giới thiệu trên Bức tường danh dự LGBTQ trong Đài tưởng niệm Quốc gia Stonewall (SNM) ở Stonewall Inn, New York City. SNM là tượng đài quốc gia Hoa Kỳ đầu tiên dành riêng cho quyền và lịch sử LGBTQ, và bức tường thành công ra mắt đã được hẹn giờ diễn ra trong lễ kỷ niệm 50 năm của cuộc bạo loạn Stonewall.